# Ogrodniki (powiat sokólski)
Ogrodniki – wieś w Polsce położona w województwie podlaskim, w powiecie sokólskim, w gminie Sidra.
W latach 1975–1998 miejscowość należała administracyjnie do województwa białostockiego.
Wierni kościoła rzymskokatolickiego należą do parafii Najświętszej Maryi Panny Pocieszenia w Zalesiu.